# 宮下弘充
宮下 弘充（みやした ひろみつ、1974年7月31日 -）は、日本の男性声優。栃木県出身。
マウスプロモーション養成所卒業後、ケンユウオフィス預かり、エーエス企画所属を経て、2014年より三木プロダクションに所属。

## 出演

### テレビアニメ
- グリザイアの楽園（2015年、トラビス）
- Rewrite（2016年、テンマ）
- いぬやしき（2017年、ヤンキー）
- レイトン ミステリー探偵社 〜カトリーのナゾトキファイル〜（2018年、船員）

### OVA
- 心のキャッチボール（大橋洋平）
- メッセージ（柴虎太郎）

### ゲーム
- エンド オブ エタニティ
- つくものがたり（妖召喚ボイス）
- パシャ★モン（ヤザワ）
- ブレイザードライブ（エネミーブレイザー）
- 文明開華葵座異聞録（諭吉の部下）
- メタルマックス4 〜月光のディーヴァ〜 Limited Edition（ブルフロッグ[2]、テハダ、リキ）※ダウンロードコンテンツで登場
- 声カレ～放課後キミに会いに行く～（東颯斗）

### ドラマCD
- 傷だらけの天使ども
- クラスメイト（男子生徒）
- 月と砂漠の眠る夜

### 吹き替え
- アラジン[3]
- キラータクシー（ミック）
- 三国志（孟担）
- セレブの種（シラー博士、ドーク、マグルーダ）
- 鉄拳戦士アイアン・キッド（チャーリー、キャプテンマックス、マックスA、マシーン5号、門番のマックス、オード2、修理工）
- ディパーテッド（ノミ屋）
- ドレイク&ジョシュ（ニック、ラジオDJ）
- ハイスクール・ウルフ
- リアル・スピード
- トゥモロー 僕たちの国が侵略されたら（ホーマー）
- バッドボーイズ フォー・ライフ（ズウェイロー〈ニッキー・ジャム〉[4]）
- フライング・ジョーズ（タイラー）
- ブルース・リー伝説（コーチ）
- 精武飛鴻（ヨッモン）
- エバーウッド　シーズン2（クラーク）

### 舞台
- 銀河の会（朗読）
- 真実は笑わない」（高田）
- 刀と欲と天秤棒
- 泥と星（杉浦）

### ボイスドラマ
- ソードアート・オンライン ボイス（見物人、偵察隊隊長、討伐隊、KoB団員[5]）